# Bataille de Mogyoród
La Bataille de Mogyoród (en hongrois : Mogyoródi csata) a eu lieu entre Mogyoród et Cinkota le 14 mars 1074. Elle opposait d'un côté les fils de Béla Ier - les grands-princes Géza et Ladislas - au roi Salomon Ier. Il s'agit d'un conflit d'allégeance, les premiers reprochant au titulaire du trône sa soumission au Saint-Empire romain germanique. À l'issue de la bataille, Géza prend le contrôle du pays.